# 横浜魚類
横浜魚類株式会社（よこはまぎょるい、英: YOKOHAMA GYORUI Co.,Ltd.）は神奈川県横浜市神奈川区に本社を置き、水産物の卸売および加工を行う企業。日本水産グループに属し、東京証券取引所スタンダード市場に上場している。事業構成は鮮魚部門と冷凍・加工部門がおよそ半々を占めている。

## 主な事業
- 水産物卸売事業

横浜市中央卸売市場及び川崎市中央卸売市場北部市場にて、鮮魚などの卸売業務を行う。
- 水産物加工事業

子会社の丸浜フレッシュ及び関連会社の横浜食品サービスを通じ、水産物等の加工業務を行う。

## 事業所
- 本社（横浜市中央卸売市場本場） - 〒221-0054 神奈川県横浜市神奈川区山内町1番地
- 南部支社（横浜南部市場） - 〒236-0002 神奈川県横浜市金沢区鳥浜町1番地の1
- 川崎北部支社（川崎北部市場） - 〒216-0012 神奈川県川崎市宮前区水沢一丁目1番1号

## 沿革
- 1947年12月12日 - 横浜魚株式会社設立
- 1948年1月 - 横浜魚類株式会社に社名変更
- 1951年8月 - 神奈川県知事より生鮮水産物卸売人の許可を受ける。
- 1973年11月 - 南部支社開設
- 1981年4月 - 横浜魚類5割出資により、川崎北部市場に川崎魚市場株式会社設立
- 1995年4月27日 - 株式を店頭登録（現ジャスダック）
- 2008年10月 - 川崎魚市場株式会社を子会社化、同年12月に吸収合併

## 株主優待制度
権利確定日時点で1,000株以上所有している株主に対し、約1万円相当の水産物の株主優待制度を実施している。